# گورستان چرمی
قبرستان چرمی مربوط به سده‌های متاخر اسلام است و در شهرستان کنارک، بخش زرآباد، دهستان غربی، ۶ کیلومتری جنوب غرب تی پیری واقع شده و این اثر در تاریخ ۲۶ اسفند ۱۳۸۷ با شمارهٔ ثبت ۲۵۸۷۲ به‌عنوان یکی از آثار ملی ایران به ثبت رسیده است.